# Alpska ciklama
Alpska ciklama (lat. Cyclamen alpinum ili Cyclamen trochopteranthum, Cyclamen coum subsp. trochopteranthum) je vrsta biljke iz roda ciklama nastanjena u šumovitim područjima nadmorske visine 350 – 1500 metara u području jugozapadne Turske, sjeverozapadno od Antalye.

## Opis
Listovi su joj ovalni do okrugli, te su zelene boje. Često su u gornjem dijelu išarani srebrnom, a u donjem dijelu crvenoljubičastom. Cvjetovi imaju pet latica koje su obično ružičaste do tamnoljubičaste boje, iako postoje neki oblici s bijelim laticama. 

## Vanjske poveznice
- Fotografije

Ostali projekti
|  | Zajednički poslužitelj ima još gradiva o temi Alpska ciklama |
|  | Wikivrste imaju podatke o taksonu Alpska ciklama             |